# Johannes Jährig
Johannes Jährig (* 17. März 1747 in Herrnhaag, jetzt Büdingen; † 26. Juni 1795 in Sankt Petersburg) war ein deutscher Mongolist und Mongolen-Forscher sowie Übersetzer tibetischer und mongolischer Texte.

## Leben
Johannes Jährig wurde als Sohn des Johann Gottlieb Jährig und der Anna Barbara geb. Stephan auf dem Herrnhaag bei Büdingen geboren. Die Eltern waren Mitglieder der Mährischen Brüder, die bis 1751 ihre Bleibe auf dem Herrnhaag gefunden hatten. Nach dem Weggang der Brüder 1751 nach Großhennersdorf lebte Jährig bis 1752 in der dortigen Kinderanstalt der Brüdergemeinde.
Am 9. Juni 1760 wurde Jährig in die Gemeine in Herrnhut aufgenommen. Am 11. Juni 1766 wurde er als Buchdrucker nach Barby entsandt. Am 13. Oktober 1769 erreichte er Sarepta an der unteren Wolga. Ab 1770 nahm Jährig Kontakt zu den Kalmücken auf und erlernte ihre Sprache. Nach Angaben der Herrnhuter betrieb Jährig die ihm übertragene Indigo-Druckerei mit Verlust. In der Konsequenz wurde er von der Ältestenconferenz suspendiert. 1773 erfolgte der Ausschluss aus der Brüdergemeine. Jährig musste Sarepta verlassen und sollte nach Astrachan geschickt werden. 1774 traf Jährig Peter Simon Pallas, der ihm einen Posten bei der Kaiserlichen Akademie der Wissenschaften verschaffte. Im April 1780 führte ihn ein Besuch erneut nach Sarepta. Im Juni 1780 reiste er von Saratow an die chinesische Grenze. Ein Auftrag des Medizinischen Collegs führte ihn 1790 von Petersburg an die chinesische Grenze. Im selben Jahr wurde er zum korrespondierenden Mitglied der Göttinger Akademie der Wissenschaften gewählt. 1795 verstarb Johannes Jährig in Sankt Petersburg.

## Leistungen
Johannes Jährig erlernte die tibetische Sprache und schickte Übersetzungen der Briefe des Dalai Lama an die Petersburger Akademie der Wissenschaften. Er arbeitete an der Grammatik der mongolischen Sprachen und sandte 1792 die „Anfangsgründe der Tibätischen Schrifft- und Sprachlehre“ an die Akademie als seinen Auftraggeber. Innerhalb von zwei Jahren konnte er die „Mongolische Buchstaben-Forschung“ vorlegen.
Er erforschte und beschrieb die Sitten und Gebräuche, Geschichte und Ethnografie der Mongolenstämme der Kalmücken an der Wolga und der Burjaten am Baikalsee.
Jährig erklärte den Inhalt einer astrologischen Sammlung indischer Herkunft. Er beschrieb kalmückische Heilmethoden, fertigte Übersetzungen und Auszüge auch aus Werken in tibetischer Sprache an. Die Akademie erhielt von ihm Proben des Pflanzen- und Tierreichs aus der Steppe und Heilkräuter der Kalmücken.

## Werke
- Anfangsgründe der Tibätischen Schrifft- und Sprachlehre. (unveröffentlicht)